# Giải BAFTA lần thứ 69
Giải thưởng Điện ảnh Viện Hàn lâm Anh quốc lần thứ 69, được biết đến nhiều hơn với tên gọi giải BAFTA, được tổ chức vào ngày 14 tháng 2 năm 2016 tại Nhà hát opera Hoàng gia ở Luân Đôn, để tôn vinh những thành tựu xuất sắc nhất của điện ảnh nước Anh cũng như quốc tế trong năm 2015. Giải được trao bởi Viện Hàn lâm Nghệ thuật Điện ảnh và Truyền hình Anh quốc cho các phim chiếu rạp cũng như phim tài liệu của bất kỳ quốc gia nào, miễn là chúng từng được chiếu tại các rạp của Anh trong năm 2015.
Các đề cử được công bố vào ngày 8 tháng 1 năm 2016 bởi Stephen Fry và nữ diễn viên Gugu Mbatha-Raw, trong đó Bridge of Spies và Carol là hai phim giành được nhiều đề cử nhất (9 đề cử). Buổi lễ trao giải được truyền hình trên kênh BBC One với độ trễ là hai tiếng, với tổng số người xem là 4,5 triệu người, giảm so với con số 4,9 triệu người xem vào năm 2015 và là con số thấp nhất kể từ năm 2010.
Mặc dù dẫn đầu danh sách đề cử với 9 đề cử cho mỗi phim, Carol không nhận được bất kì giải thưởng nào trong khi Bridge of Spies chỉ chiến thắng ở một hạng mục đó là Mark Rylance với giải thưởng dành cho Nam diễn viên phụ xuất sắc nhất. Bộ phim Mỹ The Revenant giành nhiều giải thưởng nhất với năm giải, trong đó có hạng mục Phim hay nhất. Đạo diễn Alejandro G. Iñárritu giành giải Đạo diễn xuất sắc nhất, Emmanuel Lubezki giành giải Quay phim xuất sắc nhất và Leonardo di Caprio giành giải Nam diễn viên chính xuất sắc nhất. Brie Larson giành giải Nữ diễn viên chính xuất sắc nhất cho vai diễn trong phim Room, và Kate Winslet giành giải Nữ diễn viên phụ xuất sắc nhất cho vai diễn trong phim Steve Jobs. Mad Max: Fury Road giành bốn giải với các hạng mục dựng phim xuất sắc nhất, thiết kế sản xuất xuất sắc nhất, thiết kế phục trang xuất sắc nhất, trang điểm và làm tóc xuất sắc nhất. Sidney Poitier giành giải Academy Fellowship cho những đóng góp của ông đối với điện ảnh.

## Giải thưởng và đề cử
| Phim hay nhất | Đạo diễn xuất sắc nhất |
| --- | --- |
| Người về từ cõi chết – Steve Golin, Alejandro González Iñárritu, Arnon Milchan, Mary Parent, và Keith Redmon - The Big Short – Dede Gardner, Jeremy Kleiner, và Brad Pitt - Bridge of Spies – Kristie Macosko Krieger, Marc E. Platt, và Steven Spielberg - Carol – Elizabeth Karlsen, Christine Vachon, và Stephen Woolley - Spotlight – Steve Golin, Blye Pagon Faust, Nicole Rocklin, và Michael Sugar                               | Alejandro González Iñárritu – Người về từ cõi chết - Todd Haynes – Carol - Adam McKay – The Big Short - Ridley Scott – The Martian - Steven Spielberg – Bridge of Spies |
| Nam diễn viên chính xuất sắc nhất | Nữ diễn viên chính xuất sắc nhất |
| Leonardo DiCaprio – Người về từ cõi chết trong vai Hugh Glass - Bryan Cranston – Trumbo trong vai Dalton Trumbo - Matt Damon – The Martian trong vai Mark Watney - Michael Fassbender – Steve Jobs trong vai Steve Jobs - Eddie Redmayne – Cô gái Đan Mạch trong vai Lili Elbe | Brie Larson – Room trong vai Joy “Ma” Newsome - Cate Blanchett – Carol trong vai Carol Aird - Saoirse Ronan – Brooklyn trong vai Eilis Lacey - Maggie Smith – The Lady in the Van trong vai Miss Mary Shepherd / Margaret Fairchild - Alicia Vikander – Cô gái Đan Mạch trong vai Gerda Wegener |
| Nam diễn viên phụ xuất sắc nhất | Nữ diễn viên phụ xuất sắc nhất |
| Mark Rylance – Bridge of Spies trong vai Rudolf Abel - Christian Bale – The Big Short trong vai Michael Burry - Benicio del Toro – Sicario trong vai Alejandro Gillick - Idris Elba – Beasts of No Nation trong vai Commandant - Mark Ruffalo – Spotlight trong vai Michael Rezendes | Kate Winslet – Steve Jobs trong vai Joanna Hoffman - Jennifer Jason Leigh – The Hateful Eight trong vai Daisy Domergue - Rooney Mara – Carol trong vai Therese Belivet - Alicia Vikander – Ex Machina trong vai Ava - Julie Walters – Brooklyn trong vai Madge Kehoe |
| Kịch bản gốc xuất sắc nhất | Kịch bản chuyển thể xuất sắc nhất |
| Tom McCarthy và Josh Singer – Spotlight - Matt Charman, Anh em nhà Coen, và Anh em nhà Coen – Bridge of Spies - Josh Cooley, Pete Docter, và Meg LeFauve – Những mảnh ghép cảm xúc - Alex Garland – Ex Machina - Quentin Tarantino – The Hateful Eight | Adam McKay và Charles Randolph – The Big Short - Emma Donoghue – Room - Nick Hornby – Brooklyn - Phyllis Nagy – Carol - Aaron Sorkin – Steve Jobs |
| Quay phim xuất sắc nhất | Đạo diễn, Biên kịch, Nhà sản xuất đầu tay người Anh nổi bật |
| Emmanuel Lubezki – Người về từ cõi chết - Roger Deakins – Sicario - Janusz Kamiński – Bridge of Spies - Edward Lachman – Carol - John Seale – Max điên cuồng 4: Con đường tử thần | Naji Abu Nowar (Biên kịch/Đạo diễn) và Rupert Lloyd (nhà sản xuất) – Theeb - Stephen Fingleton (Biên kịch/Đạo diễn) – The Survivalist - Alex Garland (Đạo diễn) – Ex Machina - Debbie Tucker Green (Biên kịch/Đạo diễn) – Second Coming - Sean McAllister (Đạo diễn/Sản xuất) và Elhum Shakerifar (nhà sản xuất) – A Syrian Love Story |
| Phim Anh hay nhất | Phim tài liệu hay nhất |
| Brooklyn – John Crowley, Finola Dwyer, Nick Hornby, và Amanda Posey - 45 Years – Tristan Goligher và Andrew Haigh - Amy– James Gay-Rees và Asif Kapadia - Cô gái Đan Mạch – Tim Bevan, Lucinda Coxon, Eric Fellner, Anne Harrison, Tom Hooper, và Gail Mutrux - Ex Machina – Alex Garland, Andrew Macdonald (nhà sản xuất), và Allon Reich - The Lobster – Ceci Dempsey, Efthimis Filippou, Ed Guiney, Yorgos Lanthimos, và Lee Magiday | Amy – James Gay-Rees và Asif Kapadia - Cartel Land – Matthew Heineman và Tom Yellin - He Named Me Malala – Davis Guggenheim, Laurie MacDonald, và Walter Parkes - Listen to Me Marlon – John Battsek, George Chignell, R. J. Cutler, và Stevan Riley - Sherpa – Bridget Ikin, Jennifer Peedom, và John Smithson |
| Nhạc phim hay nhất | Âm thanh xuất sắc nhất |
| The Hateful Eight – Ennio Morricone - Bridge of Spies – Thomas Newman - Người về từ cõi chết – Alva Noto và Ryuichi Sakamoto - Sicario – Jóhann Jóhannsson - Chiến tranh giữa các vì sao: Thần lực thức tỉnh – John Williams | Người về từ cõi chết – Lon Bender, Chris Duesterdiek, Martin Hernández, Frank A. Montaño, Jon Taylor, và Randy Thom - Bridge of Spies – Richard Hymns, Drew Kunin, Andy Nelson, và Gary Rydstrom - Max điên cuồng 4: Con đường tử thần – Scott Hecker, Chris Jenkins, Mark Mangini, Ben Osmo, Gregg Rudloff, và David White - The Martian – Paul Massey, Mac Ruth, Oliver Tarney, và Mark Taylor - Chiến tranh giữa các vì sao: Thần lực thức tỉnh – David Acord, Andy Nelson, Christopher Scarabosio, Stuart Wilson, và Matthew Wood |
| Thiết kế sản xuất xuất sắc nhất | Hiệu ứng hình ảnh đặc biệt xuất sắc nhất |
| Max điên cuồng 4: Con đường tử thần – Colin Gibson và Lisa Thompson - Bridge of Spies – Rena DeAngelo và Adam Stockhausen - Carol – Judy Becker và Heather Loeffler - The Martian – Celia Bobak và Arthur Max - Chiến tranh giữa các vì sao: Thần lực thức tỉnh – Rick Carter, Darren Gilford, và Lee Sandales | Chiến tranh giữa các vì sao: Thần lực thức tỉnh – Chris Corbould, Roger Guyett, Paul Kavanagh, và Neal Scanlan - Người kiến – Jake Morrison, Greg Steele, Dan Sudick, và Alex Wuttke - Ex Machina – Mark Ardington, Sara Bennett, Paul Norris, và Andrew Whitehurst - Max điên cuồng 4: Con đường tử thần – Andrew Jackson, Dan Oliver, Tom Wood, và Andy Williams - The Martian – Chris Lawrence, Tim Ledbury, Richard Stammers, và Steven Warner                                                                                    |
| Thiết kế phục trang xuất sắc nhất | Hoá trang và làm tóc xuất sắc nhất |
| Max điên cuồng 4: Con đường tử thần – Jenny Beavan - Brooklyn – Odile Dicks-Mireaux - Carol – Sandy Powell - Lọ Lem – Sandy Powell - Cô gái Đan Mạch – Paco Delgado | Max điên cuồng 4: Con đường tử thần – Damian Martin và Lesley Vanderwalt - Brooklyn – Morna Ferguson và Lorraine Glynn - Carol – Jerry DeCarlo và Patricia Regan - Cô gái Đan Mạch – Jan Sewell - Người về từ cõi chết – Siân Grigg, Duncan Jarman, và Robert Pandini |
| Dựng phim xuất sắc nhất | Phim không nói tiếng Anh hay nhất |
| Max điên cuồng 4: Con đường tử thần – Margaret Sixel - The Big Short – Hank Corwin - Bridge of Spies – Michael Kahn - The Martian – Pietro Scalia - Người về từ cõi chết – Stephen Mirrione | Wild Tales – Argentina - The Assassin – Đài Loan - Force Majeure – Thụy Điển - Theeb – Jordan - Timbuktu – Mauritanie |
| Phim hoạt hình hay nhất | Phim hoạt hình ngắn hay nhất |
| Những mảnh ghép cảm xúc – Pete Docter - Minions – Pierre Coffin và Kyle Balda - Cừu quê ra phố – Mark Burton và Richard Starzak | Edmond – Nina Gantz và Emilie Jouffroy - Manoman – Simon Cartwright và Kamilla Kristiane Hodol - Prologue – Richard Williams và Imogen Sutton |
| Phim ngắn hay nhất | Giải Ngôi sao đang mọc BAFTA |
| Operator – Caroline Bartleet và Rebecca Morgan - Elephant – Nick Helm, Alex Moody, và Esther Smith - Mining Poems or Odes – Jack Cocker và Callum Rice - Over – Jeremy Bannister và Jörn Threlfall - Samuel-613 – Cheyenne Conway và Billy Lumby | John Boyega - Taron Egerton - Dakota Johnson - Brie Larson - Bel Powley |